# Cyanoramphus novaezelandiae
El perico maorí cabecirrojo (Cyanoramphus novaezelandiae) una especie de ave psitaciforme de la familia Psittaculidae endémica del Nueva Zelanda. Es una de las tres especies de pericos maoríes que en la lengua nativa se denominan kākāriki.

## Descripción

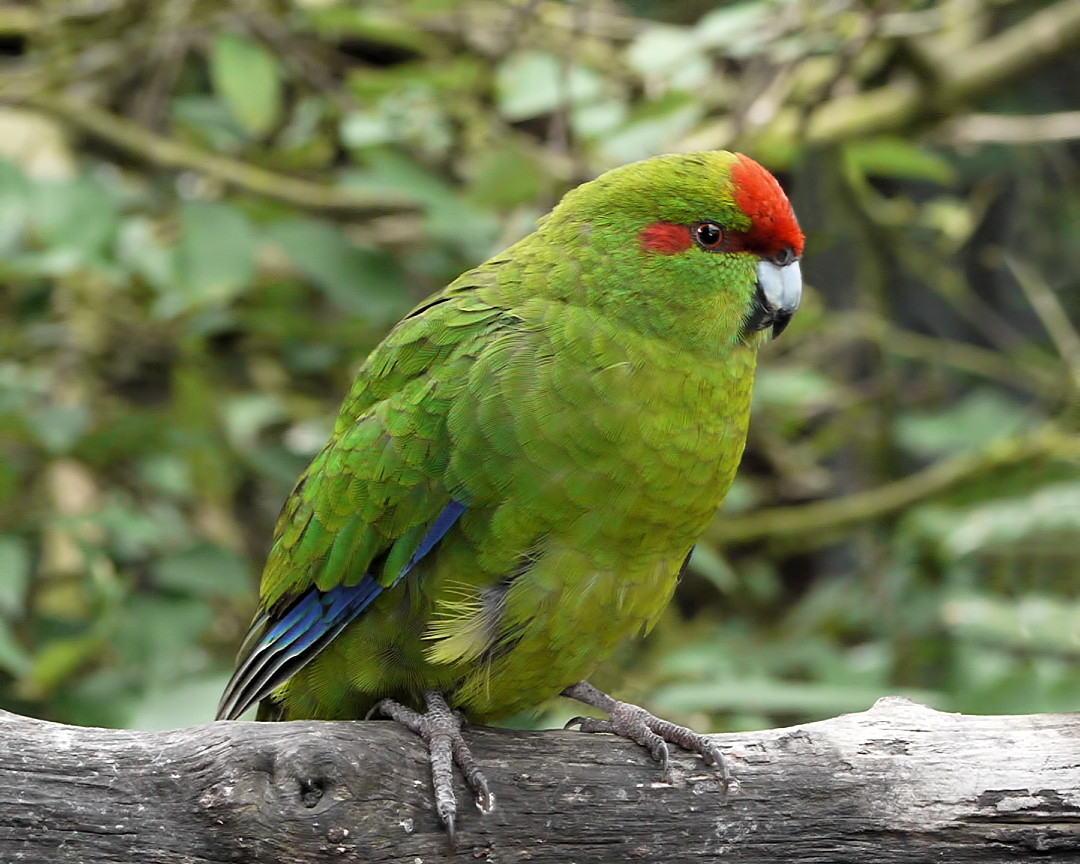
En la reserva natural Nga Manu, Waikanae, Nueva Zelanda.

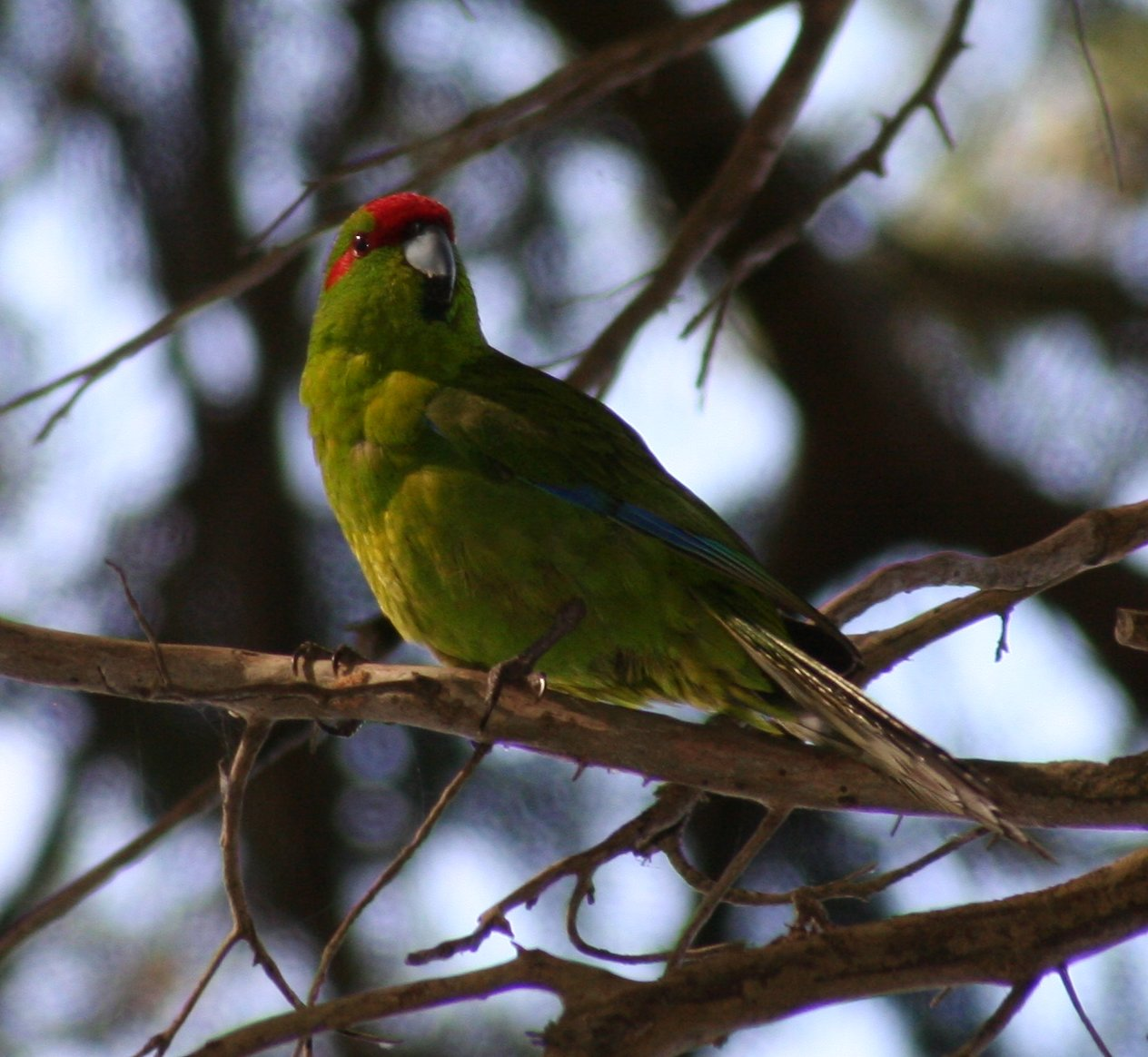
Ejemplar en la isla Matiu.

El perico maorí cabecirrojo presenta cierto dimorfismo sexual en el tamaño, los machos miden alrededor de 28 cm de longitud mientras que las hembras miden alrededor de 25 cm, incluidas sus largas colas. El plumaje de ambos sexos es similar, principalmente verde, con una mancha roja que ocupa su frente, la parte frontal del píleo y el lorum y otra más pequeña tras el ojo. Además sus plumas primarias son azules. Su pico es blanquecino con la punta negra y sus patas grisáceas. Se alimenta de semillas, frutos y otras partes de las plantas.

## Distribución y hábitat
En el pasado el perico maorí cabecirrojo estuvo ampliamente extendido tanto por las islas principales y como las menores de Nueva Zelanda. Era extremadamente abundante hasta la década de 1880 y solían producírse aumentos locales de población. En la actualidad está extinto en las dos islas principales de Nueva Zelanda y está confinado en la isla Stewart y varias islas aledañas a las costas neozelandesas (como Kapiti, Tiritiri Matangi y la isla Matiu / Somes) además de las islas Kermadec al norte de Nueva Zelanda, las islas Auckland al sur y las islas Chatham al este. Debido a la alta fragmentación de sus poblaciones la especie está clasificada como vulnerable por la IUCN. Su extinción en las islas principales se debió a su vulnerabilidad a las especies invasoras introducidas, en particular los armiños, las ratas y los posums.
Ocupa una gran variedad de hábitats como los bosques, zonas de matorral y arboledas abiertas, aunque solo cría en los bosques con vegetación nativa, especialmente con grandes ejemplares de árboles de los géneros Metrosideros, Vitex, Nothofagus, Olearia y Plagianthus, donde anida en los huecos de los troncos.

## Taxonomía
El perico maorí cabecirrojo fue descrito científicamente por el naturalista sueco Anders Sparrman en 1787. En el pasado la especie incluía como subespecies a varios pericos de islas circundantes a Nueva Zelanda, como Nueva Caledonia, isla Norfolk, Antípodas, Lord Howe, Raiatea o Macquarie que ahora se consideran especies separadas.

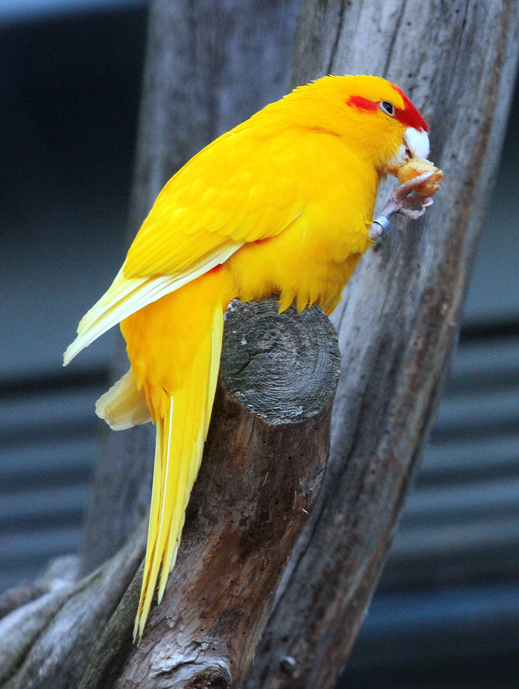
Ejemplar doméstico de mutación amarilla.

Actualmente se reconocen tres subespecies:
- C. novaezelandiae novaezelandiae (Sparrman, 1787) - subespecie nominal presente en la mayoría de su área de distribución;
- C. novaezelandiae cyanurus Salvadori, 1891 - se encuentra en las islas Kermadec;
- C. novaezelandiae chathamensis Oliver, 1930 - que ocupa las islas Chatham.

## Avicultura

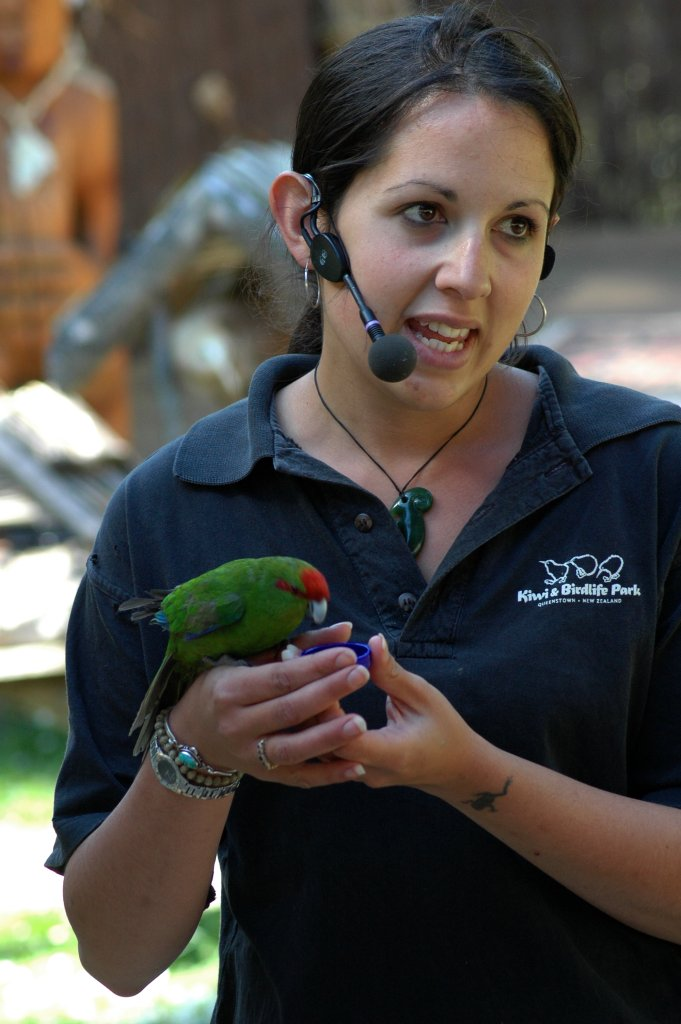
Junto a una entrenadora de un zoo, lo que permite apreciar su tamaño relativo.

El perico maorí cabecirrojo es un ave común en avicultura y relativamente fácil de criar. Existe en cautividad varias mutaciones de color, colo la amarilla, canela y moteada.